# Струга (притока Стривігору)
Стру́га — річка в Україні, у межах Самбірського району Львівської області. Ліва притока Стривігору (басейн Дністра). 

## Опис
Довжина 17 км, площа басейну 39,6 км². Річка типово рівнинна. Річище слабозвивисте, у середній та нижній течії місцями випрямлене і каналізоване. Заплава порівняно широка (у верхній течії вузька і часто однобічна). 

## Розташування
Струга бере початок у лісовому масиві, що між селами Ракова і Викоти. Тече спершу на південний схід, далі на схід і північний схід. Річка тече здебільшого паралельно до Стривігору (місцями ці річки розділяє всього лиш 200 м). Впадає до Стривігору біля південної околиці села Тарава.